# 31 Euphrosyne
A 31 Euphrosyne a Naprendszer kisbolygóövében található aszteroida. James Ferguson fedezte fel 1854. szeptember 1-jén.